# Ribas de Campos
Ribas de Campos è un comune spagnolo di 175 abitanti situato nella comunità autonoma di Castiglia e León, comarca di Tierra de Campos.